# François Ndoumbé
François Ndoumbé Lea pseudonim „Général” (ur. 30 stycznia 1954 w Duali) – kameruński piłkarz grający na pozycji obrońcy.

## Życiorys
Ndoumbé ma za sobą udział w Mistrzostwach Świata 1982, na których nie zagrał ani jednego spotkania. Był też w kadrze Kamerunu na Puchar Narodów Afryki 1982 i Puchar Narodów Afryki 1984.
W swojej karierze grał takich klubach jak: Léopards Duala, Canon Jaunde i Union Duala.